# 裴澤
裴澤（6世纪—573年11月18日），河东郡闻喜县（今山西省运城市闻喜县）人，裴鉴之子，出自河东裴氏的中眷裴第三房，北齐官员。

## 生平
裴澤有文学之才，为人劲直，以正直有时誉，屡遭贬斥。齐孝昭帝初，为斋帅，任舍人。孝昭帝崩，魏收议为恭烈皇帝，裴澤反对，于是改为孝昭。因此忤旨，出为广州司马。历任中书侍郎，兼给事黄门侍郎，因为泄漏宫中言语免官。后为散骑侍郎，以咏石榴诗，托意诽毁大臣赵彦深，有人以奏齐武成帝，武成帝杖责六十，髡头除名。齐后主即位，任清河郡守，与祖珽有旧，回朝担任尚书左丞，兼黄门侍郎，不再有正直之声。裴澤喜欢戏笑，无规检，妻钜鹿魏氏，二人感情很好，不能暂时相离，裴泽每次从驾，其妻不睡觉。至性强立，时人以为健妇夫半。武平四年十月辛丑（573年11月18日），裴泽与崔季舒、张雕、刘逖、封孝琰、郭遵等谏止齐后主前往晋阳，被以谋反罪处斩。